# Laura Marxová
Jenny Laura Marxová (26. září 1845 v Bruselu – 25. listopadu 1911 v Draveil) byla socialistická aktivistka. Jako druhá dcera Karla Marxe a Jenny von Westphalen byla manželkou Paula Lafargue.

## Životopis
Z jejích šesti sourozenců se dospělosti dožily jen dvě sestry – nejmladší Eleanor a nejstarší Jenny Longuet 1844–1883 (manžel Charles Longuet 1839–1903).
Když byl Marx v Londýně, mladý socialistický aktivista Paul Lafargue tam v roce 1866 odjel, aby se zúčastnil práce v První internacionále. Lafargue se rychle spřátelil s Marxem a jeho rodinou a zejména s Laurou.
Vzali se v roce 1868. Společně překládali díla Marxe a Engelse do francouzštiny a šířili marxismus, zejména ve Francii a Španělsku. Finančně je podporoval Bedřich Engels, který spisy Karla Marxe vydával. Po jeho smrti v roce 1895 zdědili část jeho jmění.
Manželé Lafargueovi spáchali sebevraždu v roce 1911 v Draveilu. Jsou pohřbeni v Paříži na hřbitově Père-Lachaise čelem ke zdi Communardů.
U příležitosti stého výročí úmrtí Paula Lafargue a Laury Marxové uspořádala dne 23. listopadu 2011 Svobodná univerzita v Bruselu sympozium.
Své překlady do francouzštiny vydávala pod jménem Laura Lafargue, včetně francouzského překladu Komunistického manifestu.

## Dílo
- Ein Gruß aus Frankreich. In: Arbeiterinnen-Zeitung, Wien 1. Januar 1892
- Laura Lafargue, Eleanor Marx – Aveling: Briefe und Schriften von Karl Marx. In: Die Neue Zeit, XIV. Jg. 1. Band. 1895/1896, S. 121. Digitalisat [archive]
- Friedrich Engels: Contributions à l'Histoire du Christianisme primitif. In: Devenir social. April und Mai 1895
- Karl Marx / Friedrich Engels: Manifeste du parti communiste. (Traduction de Laura Lafargue). V. Giard et E. Brière, Paris 1897. Digitalisat Gallica [archive]
- Karl Marx (i. e. Friedrich Engels): Révolution et contre-révolution en Allemagne. Trad. par Laura Lafargue. V. Giard et E. Brière, Paris 1900. (Bibliothèque socialiste internationale 6) Digitalisat Gallica [archive]
- Friedrich Engels: Religion, philosophie, socialisme. Trad. par Paul & Laura Lafargue. Jacques, Paris 1901 (Bibliothèque d'études socialistes 8) Digitalisat Gallica [archive]
- Karl Marx: Un discours inédit de Marx. In: Le Socialisme. Paris Nr. 18. 15. März 1908
- Karl Marx: Contribution à la critique de l'économie politique. Traduit sur la 2e édition allemande de Karl Kautsky par Laura Lafargue. V. Giard et E. Brière, Paris 1909. (Bibliothèque socialiste internationale 11) Digitalisat Gallica [archive]